# Warm Up (computerspel uit 2000)
Warm Up is een Formule 1-spel voor Windows, uitgebracht in het jaar 2000. Het spel werd ontwikkeld door Lankhor en uitgebracht door Microids. Warm Up kan gespeeld in de multiplayer modus met maximaal tien spelers gespeeld worden op een netwerk. Het spel omvat 17 circuits. Het spel werd slechts in vier maanden ontwikkeld.

## Platforms
- PlayStation (2000)
- Windows (2001)

## Ontvangst
| Beoordeeld door        | Platform | Datum            | Score |
| ---------------------- | -------- | ---------------- | ----- |
| GameGenie              | Windows  | 2002             | 80%   |
| Jeuxvideo.com          | Windows  | 15 november 2000 | 75%   |
| Gamekult               | Windows  | 27 december 2000 | 70%   |
| PC Gameplay (Benelux)  | Windows  | februari 2001    | 70%   |
| PC Action              | Windows  | 20 februari 2001 | 68%   |
| Génération 4           | Windows  | december 2000    | 65%   |
| Gamesmania             | Windows  | 2000             | 61%   |
| GameStar (Duitsland)   | Windows  | februari 2001    | 47%   |
| PC Zone                | Windows  | 13 augustus 2001 | 45%   |
| Absolute Games (AG.ru) | Windows  | 5 december 2000  | 45%   |